# Ewa Wałecka-Zacharska
Ewa Wałecka-Zacharska – doktor habilitowany nauk rolniczych/weterynaria.

## Kariera naukowa
20 marca 2012 roku ukończyła studia doktoranckie na kierunku nauki weterynaryjne na Wydziale Medycyny Weterynaryjnej Uniwersytetu Przyrodniczego we Wrocławiu na podstawie pracy pt. The Effect of Environmental Stress on Listeria monocytogenes Virulence.
Od 2011 roku zatrudniona jest w Uniwersytecie Przyrodniczym we Wrocławiu.
17 lipca 2020 roku uzyskała stopień doktora habilitowanego nauk rolniczych w dyscyplinie weterynarii na Uniwersytecie Przyrodniczym we Wrocławiu  na podstawie rozprawy pt. Study of the molecular basis of L. monocytogenes invasiveness and its changes induced by environmental stress.

## Publikacje
- 2011: Effect of heat exposure on invasiveness of Listeria monocytogenes strains.
- 2012: Enterococcus in wound infections: virulence and antimicrobial resistance.
- 2013: Salt stress-induced invasiveness of major Listeria monocytogenes serotypes.
- 2015: Invasiveness of L. monocytogenes strains isolated from animals in Poland.
- 2015: Prevalence and antimicrobial resistance of Arcobacter butzleri and Arcobacter cryaerophilus isolates from retail meat in Lower Silesia region, Poland.
- 2015: Genetic diversity and incidence of virulence-associated genes of Arcobacter butzleri and Arcobacter cryaerophilus isolates from pork, beef and chicken meat in Poland.
- 2018: Duration of heat stress effect on invasiveness of L. monocytogenes strains.
- 2018: Antimicrobial properties of spent hops extracts, flavonoids isolated therefrom and their derivatives.
- 2019: Effect of temperatures used in food storage on duration of heat stress induced invasiveness of L. monocytogenes.

Opracowano na podstawie źródła:.